# Mexachernes carminis
Espèce
Synonymes
- Chelanops carminis Chamberlin, 1923

Mexachernes carminis est une espèce de pseudoscorpions de la famille des Chernetidae.

## Distribution
Cette espèce est endémique du Mexique. Elle se rencontre en Basse-Californie du Sud sur l'île Carmen et Espíritu Santo, en Basse-Californie sur l'île San Luis et au Sonora sur l'île Pelícano.

## Description
Le mâle holotype mesure 2 mm et la femelle paratype 3 mm.
Mexachernes carminis mesure de 1,65 à 2,86 mm.

## Étymologie
Son nom d'espèce lui a été donné en référence au lieu de sa découverte, l'île Carmen.

## Publication originale
- Chamberlin, 1923 : New and little known pseudoscorpions, principally from the islands and adjacent shores of the Gulf of California. Proceedings of the California Academy of Sciences, sér. 4, vol. 12, no 17, p. 353-387 (texte intégral).